# Adriano Lima
Adriano Silva Lima (Salvador, em 30 de dezembro de 1975) é um político e médico brasileiro. Ocupou, até 2024, o cargo de prefeito na cidade de Serrinha.

## Biografia
Nascido em Salvador, na Bahia, filho do político, médico e ex-prefeito de Serrinha, Antônio Josevaldo Silva Lima, e de Arlete Silva Lima, médica. Formou-se em medicina em 1999 pela Escola Bahiana de Medicina e Saúde Pública.
Adriano tem três filhos e é casado com a empresária Marcele Lima. Tem como hobby a criação de equínos, coisa comum na cidade onde há a maior vaquejada do Brasil. Em 2020, quatro de seus seis bens declarados à Justiça Eleitoral eram cavalos.
Em 2008, foi eleito, na chapa com Osni Cardoso, vice-prefeito de Serrinha. Em 2012, após a quebra de laços com o então prefeito Osni Cardoso, Adriano encabeçou a coligação "Unidos Por Um Novo Tempo", do PTdoB, e concorreu à prefeitura tendo Paula Lômes, filha da ex-prefeita Tânia Lômes, como vice-prefeita. Em 2014, concorreu ao cargo de deputado estadual pelo estado da Bahia, onde não foi eleito e permaneceu como suplente. Em 2016, Adriano concorreu contra Gerson das Fitas e o ex-prefeito do município, Claudionor Ferreira da Silva, mais conhecido como Ferrerinha, e foi eleito prefeito de Serrinha, tendo como Berg da Aragon como vice-prefeito. Em 2020, concorreu contra o ex-prefeito e deputado Osni Cardoso, a publicitária Vivianny Andrade e a empresária Helena Rodrigues, foi reeleito prefeito do município tendo como vice-prefeito, Moreno Ferreira, filho do ex-prefeito, Ferrerinha.

## Primeiro mandato
Adriano Lima tomou posse em Janeiro 2017, recebeu a prefeitura de Serrinha com diversos débitos e prestações de contas pendentes, visto que o prefeito anterior, Osni Cardoso, deixou a prefeitura com quatro, das suas oito contas municipais de seu mandato, recusadas. Foi-se necessário o provimento de contas ao Tribunal de Contas da União, o esforço conjunto do município com o TCU na auditoria sobre o superfaturamento das quatro creches modelo e na compra de leite.
Devido essa demora de liberação dos fundos municipais, houve dificuldade para início de obras pelo município. Entretanto, quando foi liberado, seu governo foi marcado pela melhoria da saúde, educação e da infraestrutura municipal. Na saúde, destacaram-se inauguração da primeira UTI da cidade, inauguração da SAMU, o aumento de duas para onze ambulâncias no município e uma nova sede do CAPENE, local para atendimento pedagógico de Pessoas com Deficiência. Na educação, a reforma de cinquenta escolas e a iniciação da construção de escolas modelo municipais. Na infraestrutura, a gestão foi marcada pela construção de praças em bairros mais periféricos, como a Praça Germira Maria, no Bairro do Recreio, a Praça da Isabel, na Comunidade da Isabel, e a Praça João Cosme da Mota, na Barão da Cotegipe, também houve a expansão do esgotamento, do calçamento e do asfaltamento da cidade, sendo o a obra de asfaltagem mais importante na Avenida Cidade de Araci, no Bairro Cidade Nova e também a expansão e restauração dos tanques comunitários da cidade, como o Tanque Comunitário do Cajueiro Grande.
A gestão de Adriano também foi responsável pela abertura de um concurso no município, coisa que fazia-se necessário na cidade há anos pela da ausência de funcionários em algumas áreas.
A gestão de Adriano enfrentou a pandemia do COVID-19. Adriano, que é médico, se colocou contra ao governo Bolsonaro, devido o negacionismo da pandemia e tomou duras medidas que incluíram toque de recolher, barreira sanitária e fechamento do comércio.

## Segundo mandato
Em novembro de 2020, foi reeleito para o mandato de prefeito de Serrinha para a gestão 2021-2024.
Logo após sua reeleição, candidatou-se para presidente da União dos Municípios da Bahia (UPB), sob lema de renovação, lançou o movimento "UPB Sem Partido". Entretanto, em 10/02/2021, Adriano retirou sua candidatura, afirmando "os prefeitos não podem escolher o seu melhor representante e têm que seguir as ordens dos poderes superiores, pois estão com a visão míope, antecipando um cenário de 2022. [...] Não há diálogo nem democracia. Somos tratados somente como excelentes cabos eleitorais em períodos de pleitos, sempre submissos às vontades dos poderes maiores.". Com a retirada de sua candidatura, Zé Cocá (PP), prefeito de Jequié, tornou-se o único candidato concorrendo ao cargo de presidente da UPB. Adriano Lima também retirou-se do Progressistas, ficando sem partido.
Durante o seu mandato anterior, Adriano se colocou contra o negacionismo do governo Bolsonaro. Entretanto, após sua reeleição, Adriano voltou a estreitar laços com Governo Bolsonaro: o mesmo chegou a fazer viagens para Brasília para encontrar-se com membros do governo Bolsonaro, como João Roma, ministro da cidadania, onde foi confirmado que o mesmo iria fazer uma visita à cidade de Serrinha. Adriano chegou a ser citado numa das lives feita por Bolsonaro num momento em que João Roma fala sobre a conclusão da duplicação do trecho norte entre Serrinha e Feira de Santana da BR-116, obra havia sido autorizada pela então presidenta Dilma Rousseff.
Em 10 de Abril de 2021, Adriano recebeu, em Serrinha, o ministro da cidadania, João Roma, o ministro do turismo, Gilson Machado Neto e o secretário especial da cultura, Mario Frias, os deputados Talita Oliveira (PSL), José de Arimateia (Republicanos) e Luciano Simões Filho (DEM) e os ex-prefeito de Feira de Santana, José Ronaldo de Carvalho, e de Amargosa, Rosalvinho Salespara à inauguração do Centro de Artes e Esportes Unificados (CEU) Orlando Alves de Souza. Antes da inauguração, Adriano pediu à população da cidade que não comparecessem ao evento por causa da Pandemia do COVID-19. Também visitaram obras inacabadas no município, como uma unidade Estação Cidadania que havia sido iniciada no gestão anterior, de Osni Cardoso, e estava parada. Foi-se confirmado que a construção da mesma seguiria.
No mandato anterior, Adriano havia inaugurado a primeira UTI da história do município; em seu segundo mandato, os leitos de UTI foram expandidos: em 6 de março de 2021, foram dez novos leitos, totalizando vinte leitos de UTI no município. Em 29 de abril de 2021, os vinte leitos de UTI foram habilitados pelo Governo Federal para o Sistema de Regulação do Estado da Bahia.

## Desempenho Eleitoral
| Ano  | Eleição               | Cargo             | Partido                                            | Partido | Coligação | Companheiro de chapa  | Votos  | Votos  | Votos      | Resultado  | Ref |
| Ano  | Eleição               | Cargo             | Partido                                            | Partido | Coligação | Companheiro de chapa  | Total  | %      | P.         | Resultado  | Ref |
| ---- | --------------------- | ----------------- | -------------------------------------------------- | ------- | --- | --------------------- | ------ | ------ | ---------- | ---------- | --- |
| 2008 | Municipal de Serrinha | Vice prefeito     |                                                    | PTdoB   | (PT, PTdoB, PSDC, PPS, PV, PTN)                                                                               | Osni Cardoso (PT)     | 21.184 | 56,50% |            | Eleito     |     |
| 2012 | Municipal de Serrinha | Prefeito          | (PTdoB, PMDB, PP, PTB, DEM, PSDC, PRTB, PRP, PSDB) | PTdoB   | Paula Lomes (PMDB)                                                                                            | 14.203                | 34,92% |        | Não eleito |            |     |
| 2014 | Estadual da Bahia     | Deputado Estadual |                                                    | DEM     | Unidos Para Uma Bahia Melhor (DEM, PMDB, PSDB, PTN, SD, PROS, PRB, PSC)                                       | -                     | 15.382 |        |            | Não eleito |     |
| 2016 | Municipal de Serrinha | Prefeito          |                                                    | PMDB    | Serrinha, Compromisso Com o Progresso (PMDB, DEM, PSDC, PP, PPS, PHS, PMB, PV, Solidariedade,PSDB, PTdoB, PSD | Berg da Aragon (PMB)  | 23.235 | 55,49% | 1°         | Eleito     |     |
| 2020 | Municipal de Serrinha | Prefeito          |                                                    | PP      | Serrinha Quer Seguir Em Frente (PP, MDB, PSL, PMB, PATRI, DC)                                                 | Moreno Ferreira (PMB) | 24.436 | 53,21% | 1°         | Eleito     |     |